# Олавойин, Ибрахим
Ибрахим Олавойин (англ. Ibrahim Olawoyin; род. 1 декабря 1997, Лагос, Лагос) — нигерийский футболист, вингер клуба «Ризеспор» и сборной Нигерии.

## Клубная карьера
Олавойин — воспитанник клуба «Абиа Кометс». В 2017 году он дебютировал за основной состав. В 2019 году игрок покинул команду и выступал за «Абиа Варриорс» и «Энугу Рейнджерс». В 2021 году Олавойин перешёл в турецкий «Кечиоренгюджю». 28 августа в матче против «Аданаспора» он дебютировал в Первой лиге Турции. 23 октября в поединке против «Истанбулспора» Ибрахим забил свой первый гол за «Кечиоренгюджю». В начале 2023 года Олавойин перешёл в «Ризеспор». 14 января в матче против своего бывшего клуба «Кечиоренгюджю» он дебютировал за новую команду. 4 февраля в поединке против «Ени Малатьяспор» Ибрахим забил свой первый гол за «Ризеспор». По итогам сезона игрок помог клубу выйти в элиту. 13 августа в матче против «Адана Демирспор» он дебютировал в турецкой Суперлиге.

## Международная карьера
В 2019 году Олавойин дебютировал за сборную Нигерии.